# Monique Coleman
Adrienne Monique Coleman (født 13. november 1980) er en amerikansk skuespiller. Hun er bedst kendt for rollen som Taylor i Disney Channels musicalfilm High School Musical 1, 2 og 3.

## Filmografi
| Tv-gæsteoptræden | Tv-gæsteoptræden        | Tv-gæsteoptræden  | Tv-gæsteoptræden                  |
| År               | Titleoriginal titel     | Rolle             | Øvrige noter                      |
| ---------------- | ----------------------- | ----------------- | --------------------------------- |
| 2003             | Strong Medicine         | Tanya             |                                   |
| 2003             | Boston Public           | Molly             |                                   |
| 2004             | Gilmore Girls           | Andy              |                                   |
| 2004             | 10-8: Officers on Duty  | Maya Barnes       | Episode: "Love Don't Love Nobody" |
| 2004             | Married to the Kellys   | Servitrice        | Episode: "Chris And Mary Fight"   |
| 2004             | Malcolm in the Middle   | Andrea            | Episode: "Malcom Visits College"  |
| 2005             | Veronica Mars           | Gabrielle Pollard |                                   |
| 2006             | Dancing With the Stars  | hende selv        |                                   |
| 2006             | The View                | hende selv        | gæstevært                         |
| 2007             | Winx Club               | Layla             |                                   |
| 2008             | Million Dollar Password | hende selv        |                                   |
| 2009             | Bones                   | Becca Hedgepeth   | Episode: "The Salt in the Wounds" |
| 2009             | The Cleveland Show      | Fontasia          |                                   |